# Guy Mortier
Guido Eugène Prudence Joseph (Guy) Mortier (Mol, 24 maart 1943) is een Vlaams journalist en televisiefiguur. Hij werd bekend als hoofdredacteur van het blad Humo tussen 1969 en 2003. Zijn bekendheid bij radioluisteraars steeg toen hij panellid was in het programma De taalstrijd en De Perschefs. Televisiekijkers kennen hem als vast panellid in Alles kan beter en van de rubriek Gefressenes Funden in het praatprogramma De laatste show.

## Biografie

### Jeugd
Mortier werd geboren als zoon van een onderwijzer en komt uit een gezin met vijf kinderen. Hij ging van 1955 tot 1961 naar het Sint-Jan-Berchmanscollege in Mol en studeerde tussen 1961 en 1965 Germaanse filologie aan de Katholieke Universiteit Leuven.

### Vroege carrière
Na zijn studies gaf hij een tijd les op een middelbare school. Tijdens de jaren 60 presenteerde hij het radioprogramma Schudden voor Gebruik op de BRT, destijds het enige programma op de nationale radio dat aan rock-'n-rollmuziek was gewijd.

### Humo
In 1961 begon Mortier als freelancejournalist bij het tijdschrift Humo, dat hij als kind al las. Op 1 januari 1969 werd hij hoofdredacteur van het tijdschrift, een functie die hij tot aan zijn pensioen in maart 2003 zou uitoefenen. Onder zijn leiding groeide het tijdschrift uit tot meer dan een radio- en televisieblad en actualiteitsmagazine. Mortier gaf het blad een speelse toets mee en introduceerde meer rubrieken en jaarlijkse evenementen die een links progressief publiek aantrokken. Hij zorgde er ook voor dat er meer artikels en interviews rond pop- en rockmuziek in het blad verschenen in de TTTpagina's, wat in de jaren vóór het Internet een van de succesfactoren betekende. Mortier schreef zelf ook verschillende artikels en platenrecensies rond rockmuziek. Humor werd voortaan het handelsmerk van het blad, wat onder meer duidelijk werd in de fotomontages op de cover en de koppen boven de artikels die vaak uit woordspelingen bestonden, vaak door Mortier zelf bedacht. Daarnaast viel het blad op door zijn onderzoeksjournalistiek. Ook na zijn pensioen bleef Mortier als creatief adviseur bij het blad betrokken.
Verder presenteerde hij jarenlang het festival Torhout-Werchter en Humo's Pop Poll.

### Mediaoptredens
Mortier was jarenlang vooral bij trouwe Humo-lezers een bekend figuur. Toch verscheen hij ook regelmatig op radio en televisie. Tijdens de jaren 70 schreef hij teksten voor het satirische televisieprogramma Magesien. Eind jaren 80 en begin jaren 90 was hij panellid in de humoristische radioprogramma's De Taalstrijd en De Perschefs.
Hij speelde af en toe gastrollen in televisieprogramma's als Lava, Het huis van wantrouwen en Buiten de zone, maar zijn bekendheid bij niet-Humo-lezers nam pas toe dankzij zijn optredens als gastpanellid in Alles kan beter. Hierna was hij nog te zien als centrale gast in een aflevering van De XII Werken van Vanoudenhoven en later als regelmatig terugkerende gastkomiek in De Laatste Show en De Slimste Mens in de seizoenen 2009-2010, 2011 en 2012.

## Eredoctoraat
In 2024 ontving Mortier een eredoctoraat aan de Vrije Universiteit Brussel.

## Privé
Een zoon van Guy Mortier, Jens Mortier, richtte in 2004 het reclamebureau Mortierbrigade op, waarvan hij sindsdien CEO is.
Mortier woont aan de Cogels-Osylei in de Antwerpse wijk Zurenborg, een van de bekendste monumentale straten van België.

## Trivia
- Mortier is een grote fan van Elvis Presley.
- Een jarenlange running gag in het Vlaamse blad Humo is de fysieke gelijkenis tussen Guy Mortier en rockgitarist Frank Zappa. Toen Mortier een gastoptreden als leraar had in de aflevering Nostalgie van de Vlaamse komische televisiereeks Buiten De Zone werd hiermee ook de spot gedreven. Merel speelt in de aflevering een leerlinge die verliefd is op haar leraar. Ze vertelt: "Hij lijkt een beetje op Frank Zappa, maar dan in 't mooi." In het volgende shot toont de camera Guy Mortier.
- Mortiers gezicht is op een Indische "Gezocht"-affiche te zien in strook 118 van het Neroalbum Het Achtste Wereldwonder (1995-1996). In het album De Held der Helden (1996) speelt hij samen met Patrick Van Gompel de rol van twee revolutionairen die de koning van Marrakech willen ombrengen.
- In 2005 eindigde hij op nr. 159 in de Vlaamse versie van De Grootste Belg, buiten de officiële nominatielijst.

- Bibliothèque nationale de France: cb16556024b (data)
- International Standard Name Identifier: 0000 0003 6094 0398
- MusicBrainz: 8a6cdc11-93dc-48d0-96ff-c5a689cc614a
- Virtual International Authority File: 221218785